# Dodgeball
Dodgeball là một phần mềm mạng xã hội ảo được cung cấp cho các thiết bị di động. Được mua lại bởi Google vào tháng 5 năm 2005.
Người dùng của hệ thống này gửi đoạn text về nơi sống của họ đến dịch vụ, và sau đó họ sẽ được thông báo về thông tin khu vực, về những người bạn, bạn của bạn (friends of friends) và những thông tin thú vị về các khu vực xung quanh.